# 오케하자마 전투
오케하자마 전투(일본어: 桶狭間の戦い 오케하자마노타타카이[*])는 1560년 6월 12일(에이로쿠 3년 5월 19일)에 25,000명이란 대군을 이끌고 오와리국을 침공한 이마가와 요시모토을 오다 노부나가가 소수의 병력을 이끌고 야간 기습을 가해 승리한 전투이다.
이 전투로 도카이 지방(東海地方)에 세력을 확대하던 이마가와 씨는 몰락하게 되었다. 승리한 오다씨는 이후 기나이(畿内) 제패를 향해 급성장하게 되어, 센고쿠 시대 중요한 전기가 되었다. 이쓰쿠시마 전투, 가와고에 성 전투와 더불어 "일본 3대 야전"(夜戰) 중 하나라고 불린다.

## 진행 과정
오다 씨와 이마가와 씨는 노부나가의 아버지 오다 노부히데(織田信秀)의 시대부터 미카와, 오와리 양국의 국경지대의 지배를 둘러싸고 기나긴 다툼을 벌이고 있었다. 미카와 서부를 지배하던 다이묘 마쓰다이라씨(松平氏)는 젊은 당주가 차례로 비명횡사해 가문의 힘이 약해져 이마가와 씨의 보호하에 들어갔다. 처음엔 오다 씨가 우세하여 전투는 미카와 국내에서 벌어졌지만 덴분 11년(1542년) 제1차 아즈키자카 전투(小豆坂の戦)는 이마가와 씨가 승리해 그 뒤부터는 이마가와 씨가 우세했다. 그러나 오다 씨는 다시 역습을 시작해 오와리 국내의 이마가와 씨측 성인 나루미 성(鳴海城) 등 몇몇 성을 포위하여 고립시켰다.
이러한 정세를 보고 에이로쿠 3년 음력 5월 12일(6월 5일) 이마가와 요시모토는 직접 대군을 이끌고 슨푸(駿府)을 출발해 오와리를 목표로 도카이도를 따라 서진했다. 음력 5월 17일(6월 10일) 오와리의 이마가와측 성들 중에서 가장 미카와국과 가까운 구쓰카케 성(沓掛城)에 입성한 이마가와군은 다음날 밤 마쓰다이라 모토야스(훗날의 도쿠가와 이에야스)가 이끄는 미카와 지역 무사를 선봉으로 내세워 오타카 성(大高城)에 병량을 공급하였다.
19일(6월 12일) 3시경, 모토야스와 아사히나 야스토모(朝比奈泰朝)는 일제히 오다씨측의 요새를 공격했다. 한편 전날 이마가와 군의 움직임을 듣고도 그대로 있던 노부나가는 이마가와군의 공격소식을 듣고 그 즉시 아쓰모리를 추고, 출진준비를 갖춘 뒤 새벽 4시경 출발했다. 휘하의 부하들이 이를 보고 연이어 뒤따라오면서 8시경 아쓰타 신궁에 도착해 군대를 집결시키고 필승을 기원하였다.
10시경 노부나가 군은 나루미 성을 둘러싼 요새중 한곳에 들어가 약 4,000의 군세를 만들었다. 그 사이 이마가와 군 선봉의 맹공을 받고 2개의 요새가 함락당해 오타카 성 주변의 제압을 완료한 이마가와측은 요시모토의 본대가 구쓰카케 성을 출발해 오타카 성 방면을 향해 서진했다. 한편 노부나가는 11시부터 12시경 요새에서 나와 나루미에서 보이는 도카이도 동남쪽에 해당하는 오케하자마 방면에서 적군의 존재를 알아차리고 동남쪽으로 진군을 개시했다.

### 전투개시

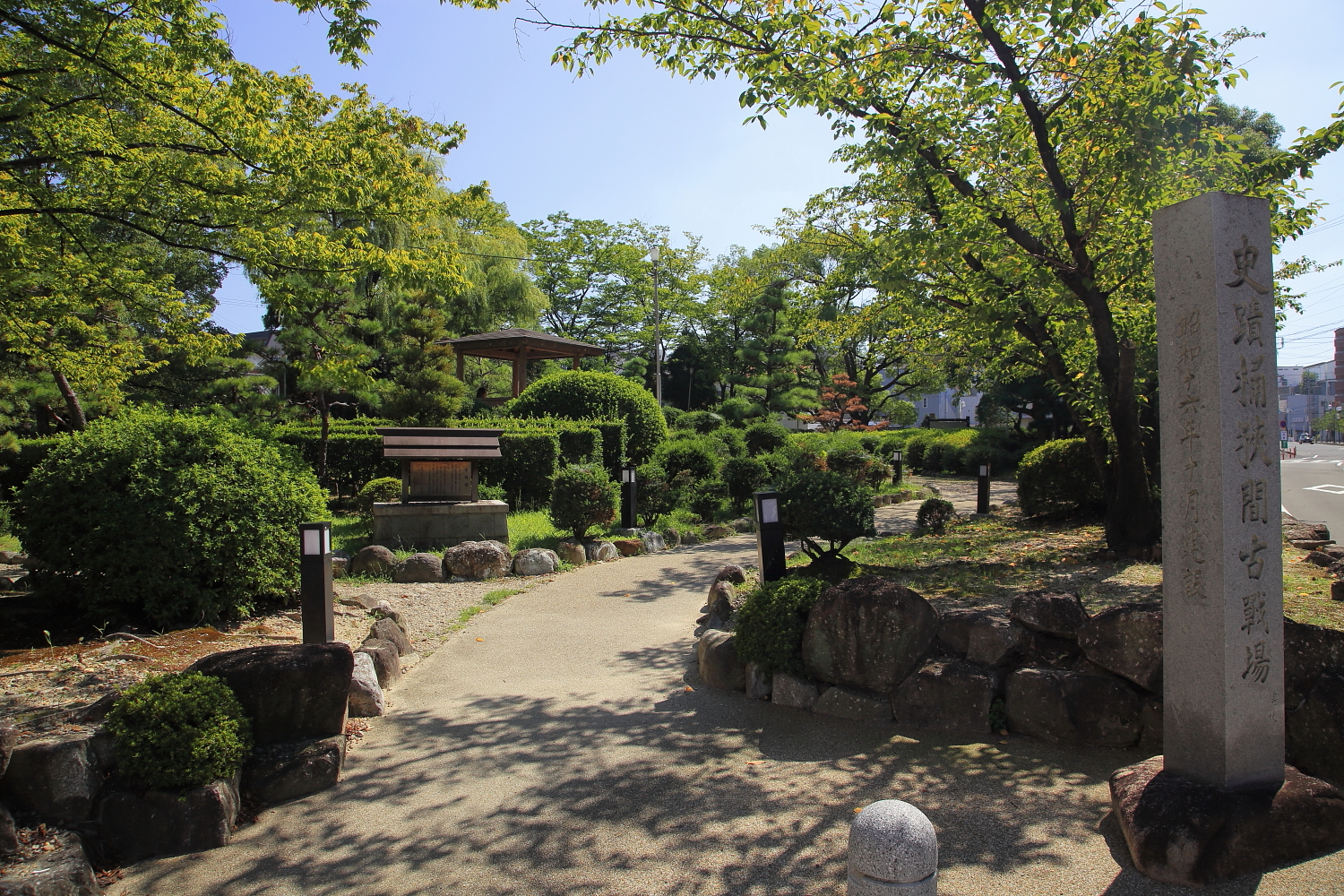
오케하자마 전투가 일어난 현재 아이치현 도요아케시 지역

오후 1시경 돌연 호우가 내리면서 시야가 나빠졌다. 통설에는 이 호우를 틈타 우회기동하였다고 전해지는데, 현재는 이것에 대해 부정적인 견해가 주류를 이루고 있다. (이 이야기에 대해서는 뒤에 상세하게 기술되어 있다)
비가 내린 직후인 오후 2시경, 오다 군은 이마가와 요시모토의 본대에 접촉하여 공격을 개시했다. 전군이 약 25,000을 헤아리는 이마가와 군도 본대는 그정도 대규모의 병력을 갖고 있지 않았기 때문에 2,000명이 하나로 뭉쳐 돌격하는 오다 군의 맹공에 의해 혼란에 빠졌고, 약세를 깨달은 요시모토는 퇴각을 명령했다. 그러나 양측의 대장이 직접 칼과 창을 휘두르는 난전이 벌어져 얼마안가 요시모토의 하타모토(旗本)부대에 노부나가의 하타모토부대가 돌입했다.
요시모토는 노부나가의 우마마와리(馬廻)중 한명인 핫토리 가쓰타다(服部小平太)에게 베이게 되었는데, 거꾸로 핫토리의 오른쪽 팔을 베어버리는 부상을 입혔다. 그러나 핫토리와의 격투중에 다가온 모리 신스케(毛利新助)와 또다시 난전을 벌인끝에 그에게 죽임을 당한다. 죽을 때 요시모토는 신스케의 손가락을 이빨로 물어뜯을 정도로 저항했다고 한다. 요시모토의 전사로 인해 이마가와 군 본대는 괴멸하고 전투는 오다측의 대승리로 끝났다.

### 전투후 정세
대장 이마가와 요시모토 및 마쓰이 무네노부(松井宗信), 히사노 모토무네(久野元宗), 이이 나오모리(井伊直盛), 유이 마사노부(由比正信), 요시다 우지요시(吉田氏好), 이치노미야 무네코레(一宮宗是) 등 다수의 유력무장을 잃은 이마가와 군은 무너졌고, 남은 부대들도 스루가를 향해 퇴각했다. 오타카 성을 지키던 마쓰다이라 모토야스도 전투 직후 오타카 성을 버리고 오카자키성부근의 다이주지(大樹寺)에 들어갔다. 그런데, 오카자키 성을 지키던 이마가와씨측 무장이 성을 버리고 스루가로 돌아갔기 때문에 모토야스는 오카자키성에 들어갔다.
오와리, 미카와 양국 국경에서 이마가와측에 있던 여러 성들은 계속해서 오다측에 저항했으나 오다 군은 이마가와 군을 격파한 이 기세를 몰아 음력 6월 21일(7월 14일)에 구쓰카케 성을 공략하는등 일대를 일거에 탈환했다. 그러나 나루미 성은 성주 오카베 모토노부(岡部元信)이하 부하들이 완강하게 저항을 지속해 기어코 함락하지 못했다. 모토노부는 노부나가와 교섭을 진행해 이마가와 요시모토의 수급(首級)과 교환하는 조건으로 성을 넘겨주고, 요시모토의 수급을 가지고 스루가로 귀국했다.
일련의 전투로 서 미카와에서 오와리에 이르는 지역에서 이마가와씨 세력이 없어지게 되었고, 오카자키의 모토야스는 이마가와 씨에게서 반자립하여 마쓰다이라 씨의 옛 영토회복을 목표로 움직이기 시작해 이 지방은 노부나가와 모토야스의 각축장이 되었다. 그러나 모토야스는 요시모토의 뒤를 이은 이마가와 우지자네(今川氏真)가 요시모토의 복수전을 하지 않는다는 것을 표면적인 이유로 내세우며 이마가와 씨에서 완전히 떨어져 나와 에이로쿠 5년(1562년) 독단으로 오다 씨와 강화를 맺었다. 이후 공공연히 이마가와 씨와 적대하여 미카와 통일을 추진했다. 또 노부나가는 마쓰다이라 씨와 강화를 맺어 동쪽에서의 위협이 사라지게 되어, 이후 미노(美濃)의 사이토씨(斎藤氏)의 요시타쓰와의 전투에 전념할 수 있게되어 급속히 세력을 확대할 수 있게 되었다.